# 亞利 (安蒂奧基亞省)
亞利是哥倫比亞的城鎮，位於該國北部，由安蒂奧基亞省負責管轄，距離首府麥德林130公里，始建於1888年，面積477平方公里，海拔高度1,146米，2005年人口6,273。

## 外部連結
- （西班牙文） Yalí official website

6°41′N 74°51′W / 6.683°N 74.850°W